# Omiya
Omiya (大宮市, Omiya-shi) era uma cidade japonesa localizada na província de Saitama.
Em 1 de maio de 2001, Omiya foi fundida com as cidades de Urawa e Yono para criar a cidade de Saitama .
Desde 1º de abril de 2003, a área da antiga cidade de Omiya foi dividida em 4 distritos: Kita-ku, Minuma-ku, Nishi-ku e Omiya-ku da cidade de Saitama.

## História

### Origem e história pré-moderna
Omiya é uma palavra nativa do idioma japonês que pode ser decomposta em Ō (大, kun'yomi (leitura em japonês)お お: grande, grande) e miya (宮, kun'yomi み - や: nobre ou sagrado - casa; palácio ou santuário ) após o Santuário Hikawa .
A cidade ficava na Nakasendo, uma estrada nacional principal no período feudal Edo e a antecessora de uma parte da Rodovia Nacional Rota 17 e da Linha Takasaki . Seu nome foi derivado do famoso santuário.

### Omiya moderna
- Em 1º de abril de 1899, foi fundada a cidade de Omiya como um município moderno.
- Após o terremoto Grande Kanto de 1923, os viveiros de bonsai se mudaram de Tóquio e formaram a vila de bonsai .
- Em 1940, Omiya tornou-se uma cidade após várias anexações / fusões de aldeias vizinhas.

### Era da cidade de Saitama
- Em 1º de maio de 2001, Omiya foi fundida com as cidades de Urawa e Yono para criar a nova capital de Saitama .
- Em 1º de abril de 2003, quando Saitama se tornou uma cidade designada, a antiga área da cidade de Omiya foi dividida em 4 distritos: Kita-ku, Minuma-ku, Nishi-ku e Omiya-ku.

## Educação
Uma escola norte-coreana, Saitama Korean Elementary and Middle School (埼 玉 朝鮮 初中 級 学校), ficava anteriormente na cidade de Ōmiya. 